# Dick Foran
John Nicholas "Dick" Foran (18 de junho de 1910 — 10 de agosto de 1979) foi um ator estadunidense. Ele apareceu em quase 200 filmes durante seus 45 anos de carreira e era mais conhecido por seus papéis em A Floresta Petrificada (1936), Regimento Heróico (1940), Minha Dengosa (1940), Sangue de Heróis (1948) e O Aventureiro do Pacífico (1963).